# Ceratium schroederi
Ceratium schroederi is een soort in de taxonomische indeling van de Myzozoa, een stam van microscopische parasitaire dieren. Het organisme komt uit het geslacht Ceratium en behoort tot de familie Ceratiaceae. Ceratium schroederi werd in 1817 ontdekt door Nitzsch.